# Pretty Hate Machine
| 전문가 평가                   | 전문가 평가 |
| 평가 점수                     | 평가 점수   |
| 출처                          | 점수        |
| ----------------------------- | ----------- |
| AllMusic                      | [ 1 ]       |
| The A.V. Club                 | B−          |
| Chicago Tribune               | [ 3 ]       |
| Mojo                          | [ 4 ]       |
| Pitchfork                     | 9.5/10      |
| Q                             | [ 6 ]       |
| Rolling Stone                 | [ 7 ]       |
| The Rolling Stone Album Guide | [ 8 ]       |
| Select                        | 4/5         |
| Sounds                        | [ 10 ]      |

《Pretty Hate Machine》(halo 2으로 불리기도 한다)은 1989년에 발매된 나인 인치 네일스의 첫 번째 앨범이다. NIN최초의 데모 모음인 Purist Feelings의 수록곡들을 재녹음하여 수록하였다. 또한 세가지의 싱글이 나왔으며 가장 인기있는 트랙은 모든 NIN의 라이브에서 연주되는 "Head Like a Hole"이다.

## 역사
Right Track Studio에서 잡역부로 일하던 트렌트 레즈너는 스튜디오를 아무도 사용하지 않는 시간을 조금씩 사용하여 그의 음악을 개발하고 녹음해갔다. 그는 직접 키보드, 드럼머신, 기타, 그리고 샘플러를 사용하여 데모를 녹음했다. 모든 시퀀싱은 매킨토시 플러스로 이루어졌다.
매니저 John Malm, Jr.와 함께 데모를 여러 레코드사에 보냈고, 레즈너는 많은 답장을 받을 수 있었다. 그리고 결국 TVT레코드와 계약을 맺게된다. 그의 첫 결과물인 The Industrial Nation은 레코드사로부터 거절당했다. 이 일은 레즈너를 이전에 만들었던 음악들을 모으기 시작했고 점차 《Pretty Hate Machine》을 형성해가기 시작했다. 레즈너는 우상화되는 프로듀서인 Flood, Keith LeBlanc, Adrian Sherwood 그리고 John Fryer와 함께 작업을 했다. 또한 데모를 녹음할 때와 마찬가지로 레즈너는 틀에박힌 밴드와 함께 녹음하기를 거절했다. 그는 《Pretty Hate Machine》을 거의 혼자서 녹음했다.
1989년 10월 20일 마침내 《Pretty Hate Machine》이 발표되고 평론가들에게 환영을 받았고 상업적으로도 큰 성공을 거두었다. 그리고 라디오에선 온종일 "Down in It", "Head Like a Hole"그리고 "Sin"을 틀어댔다. "Terrible Lie"과 "Something I Can Never Have"역시 앞의 세 싱글과 더불어 간간히 들을 수 있었다. 《Pretty Hate Machine》은 대중들에게 NIN이란 밴드의 이름을 각인시켰고 입에서 입으로 전해졌다. 레즈너는 재빨리 지저스 앤드 메리 체인과 (후에 필터의 보컬리스트가 될) 기타리스트 Richard Partick과 함께 투어를 진행했다. 그 당시의 NIN의 라이브는 스튜디오 버전의 그것보다 훨씬 시끄럽고 더욱 과격하게 연주되었다. 또한 공연의 마지막엔 언제나 악기를 파괴하였다. 이때 레즈너는 부츠의 굽으로 키보드의 건반을 뽑아버리는 등의 행동하며 파괴의 대명사라는 칭호를 얻기 시작한다. 특히 야마하 DX7을 많이 파괴했다.
앨범이 발매된 이후 Purist Feelings라 알려진 부틀렉은 점점 표면위에 떠오르기 시작했다. 이 부틀렉은 《Pretty Hate Machine》에 수록되어있는 곡들의 오리지널 데모 버전을 수록하고 있으며 몇가지는 정규앨범에 사용되지 않았다 ("Purest Feeling", "Maybe Just Once" 그리고 "Sanctified"의 인트로 트랙인 "Slate").

## 수록곡
1. "Head Like a Hole" -4:59
2. "Terrible Lie" -4:38
3. "Down in It" -3:46
4. "Sanctified" -5:48
5. "Something I Can Never Have" -5:54
6. "Kinda I Want To" -4:33
7. "Sin" -4:06
8. "That's What I Get" -4:30
9. "The Only Time" -4:47
10. "Ringfinger" -5:40

## 패키징과 라이너 노트
부클렛에 표기된 몇몇 가사는 노래에서 들을 수 없다. 라이너 노트에 표기된 밴드들은 앨범에서 샘플링을 한 곡이다. 프린스의 Alphabet St.과 제인스 어딕션의 Had a Dad는 Ringfinger에서 확실하게 들을 수 있으며, 다른 샘플들은 편집되거나 왜곡되어 Kinda I Want To의 인트로처럼 인식하기는 힘들다.

## 제작자
- 트렌트 레즈너 – 보컬, 작곡, 프로그래밍, 프로듀싱, 엔지니어링, 디지털 에디팅, 믹싱
- Doug d'Angelis – 엔지니어
- Tony Dawsey – 마스터링
- Flood – 프로그래밍, 프로듀싱, 엔지니어
- John Fryer – 프로듀싱, 엔지니어링, 믹싱
- Kennan Keating – 엔지니어
- Keith LeBlanc – 프로듀싱, 엔지니어링, 리믹스, 믹싱
- Richard Patrick – 기타 ("Sanctified")
- Ken Quartarone – 엔지니어
- Adrian Sherwood – 프로듀서, 엔지니어, 믹싱
- Jeffrey Silverthorne – 사진작가
- Gary Talpas – 앨범커버 디자인
- 크리스 브레나 – 프로그래밍, 디지털 에디팅

## 인증
| 국가                                                            | 인증        | 판매량/출하량 |
| --------------------------------------------------------------- | ----------- | ------------- |
| 아르헨티나 (CAPIF)                                              | 플래티넘    | 60,000^       |
| 영국 (BPI)                                                      | 골드        | 100,000       |
| 미국 (RIAA)                                                     | 3× 플래티넘 | 3,000,000^    |
| ^출하량을 기반으로 한 인증 · 판매량+스트리밍을 기반으로 한 인증 |             |               |